# Martin T3M
Le Martin T3M est un bombardier-torpilleur de l'entre-deux-guerres. Il servit dans l'United States Navy. 

## Conception
Le T3M-1 utilisait les mêmes ailes que le bombardier-torpilleur Curtiss SC-2 construit par Martin, mais son fuselage était métallique. Il était conçu pour opérer à partir de porte-avions, mais pouvait également être muni de flotteurs.

## Engagements
Fin 1926 commença la livraison de 24 T3M-1 à la marine américaine. Par la suite, d'autres versions furent livrées avec des moteurs plus puissants.